# Puente Saavedra
El Puente Saavedra es un puente de autopista que permite a la Avenida General Paz atravesar sobre nivel la avenida denominada Cabildo del lado sur y Maipú del lado norte.
Consiste en una vía rápida de 13 carriles con vías de acceso y salida a la autopista, paradas de buses sobre nivel, y una vía de Metrobús Norte que lo atraviesa bajo nivel. El puente y las avenidas que lo confluyen son uno de los principales accesos a la ciudad de Buenos Aires para el tránsito proveniente de la zona norte del Gran Buenos Aires.
Se ubica en el límite entre el partido de Vicente López y la ciudad de Buenos Aires, en cercanías de un puente de similares características que posibilita a la Avenida General Paz atravesar sobre nivel la Avenida del Libertador.

## Historia

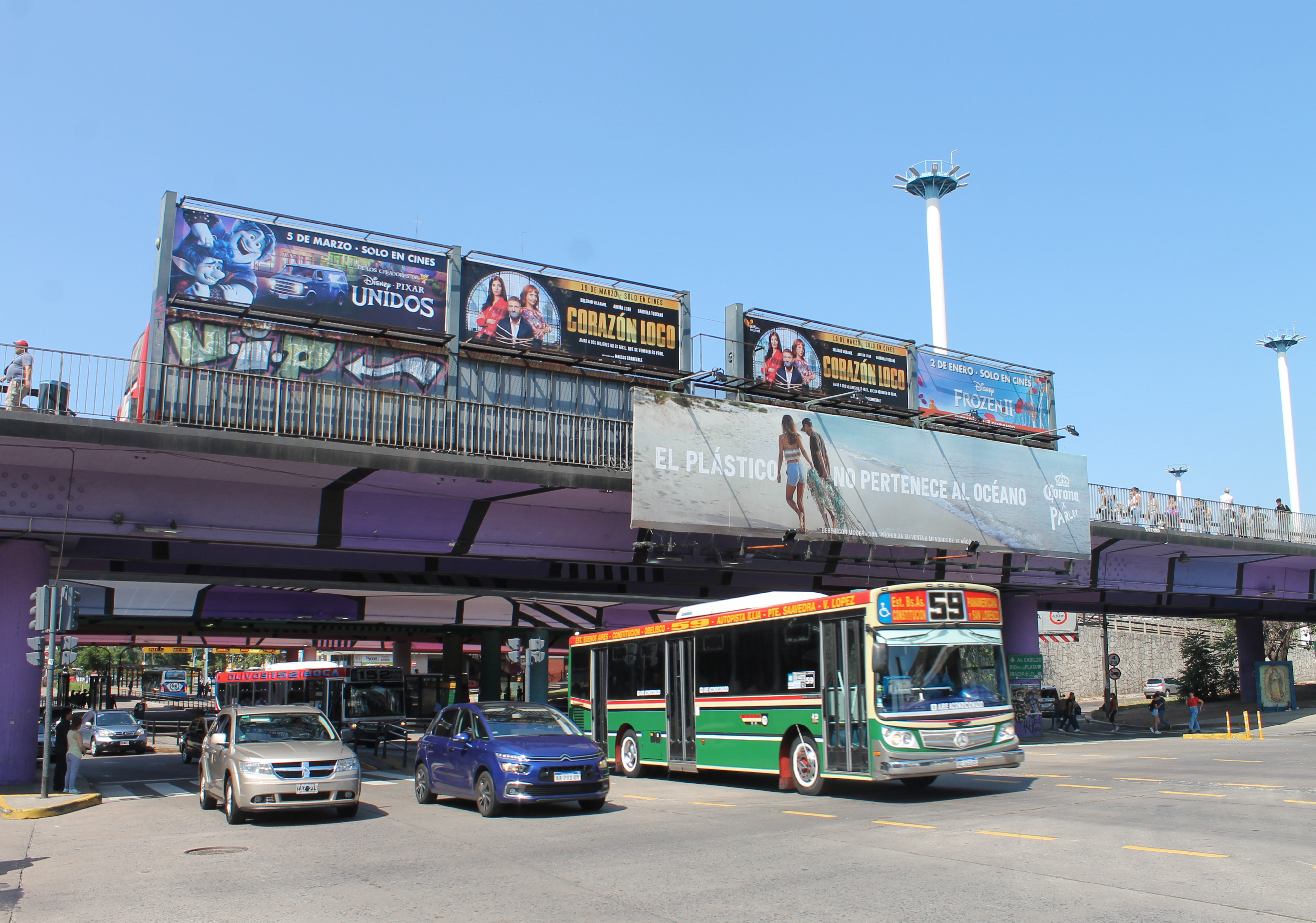
Puente Saavedra desde Vicente López.

A principios del siglo XX, se denominó Puente Saavedra a un puente ubicado a 200 metros hacia el norte del actual, que servía para cruzar por Avenida Maipú sobre las vías del Ferrocarril Central Córdoba. En 1954 se ensanchó el puente, de tal manera que la avenida tuviera 8 carriles y pudieran construirse galerías comerciales sobre sus veredas laterales. De esta manera, el túnel que atravesaba el puente dejó de ser perceptible al tráfico vehicular y quedó soterrado bajo las nuevas edificaciones. Desde aquel momento, el nombre de Puente Saavedra comenzó a denominar al puente de la autopista que sirve a la Avenida General Paz, debido a su proximidad con el barrio porteño de Saavedra.
En 1996, en un contexto de privatización y concesión de las autopistas urbanas de Buenos Aires, la compañía Autopistas del Sol S.A. construyó una ampliación del Puente Saavedra, como así también del puente de la Avenida General Paz sobre la Avenida del Libertador y del distribuidor Acceso Norte (ahora conocido como Nodo Panamericana General Paz).
En 2017 el reconocido muralista argentino Martín Ron intervino su estructura inferior de concreto con una obra multifacética.

### Transporte

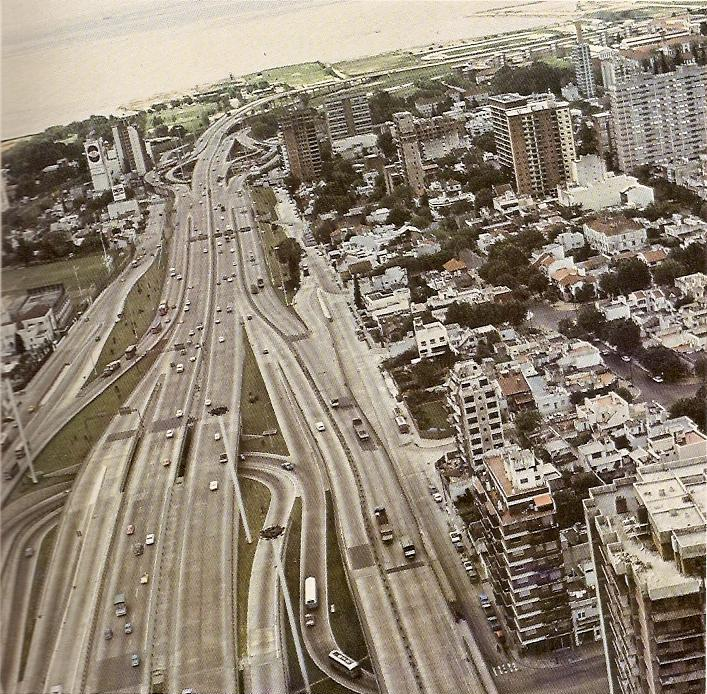
Puente Saavedra en dirección al este a mediados de 1990.

El Puente Saavedra sirve a 7 líneas de colectivos que corren a nivel haciendo uso de los carriles exclusivos del Metrobús Norte y 16 líneas de colectivos que circulan sobre nivel de la autopista y tienen parada allí.
Se encuentra a pocos metros del Centro de Transbordo Puente Saavedra, la Estación Aristóbulo del Valle, la Estación Rivadavia, el Paseo de la Costa de Vicente López, el Dot Shopping y el Estadio Ciudad de Vicente López.
En el Puente Saavedra confluyen los barrios de Saavedra, Núñez, Florida y Vicente López.